# 黒田駅 (愛知県)
黒田駅（くろだえき）は、愛知県一宮市木曽川町黒田字西針口北ノ切にある名古屋鉄道名古屋本線の駅である。駅番号はNH54。

## 歴史
- 1936年（昭和11年）9月15日 - 開業。
- 1952年（昭和27年）3月25日 - 無人化[2]。
- 2001年（平成13年）10月1日 - ダイヤ改正に伴い、1時間あたりの停車本数が2本から4本に増加。
- 2004年（平成16年）5月15日 - 駅集中管理システム導入およびトランパス対応[3]。駅舎新設。
- 2011年（平成23年）2月11日 - ICカード乗車券「manaca」供用開始。
- 2012年（平成24年）2月29日 - トランパス供用終了。

## 駅構造
4両編成対応の相対式2面2線のホームを持つ地上駅で、普通列車のみが停車する。
当駅の近くにある大型ショッピングセンター・イオンモール木曽川（開業当初の名称は「ダイヤモンドシティ・キリオ」）に合わせて、駅舎等が同施設のパーソナルカラーであるエメラルドグリーンとブルーで塗られている。また、ホームにも施設の広告や案内が多く設置されている。
無人駅であり、駅集中管理システムが導入されている（管理元は名鉄一宮駅）。
なお現在の駅舎は駅集中管理システム導入時に建てられたものであり、導入以前はホームのみの純粋たる無人駅であった。駅舎を建てたことにより岐阜方面のホームの長さが足りなくなったため5メートル程延長された。

### のりば
| 番線 | 路線          | 方向 | 行先                           |
| ---- | ------------- | ---- | ------------------------------ |
| 1    | NH 名古屋本線 | 下り | 名鉄岐阜ゆき                   |
| 2    | NH 名古屋本線 | 上り | 名鉄一宮・名鉄名古屋・金山方面 |

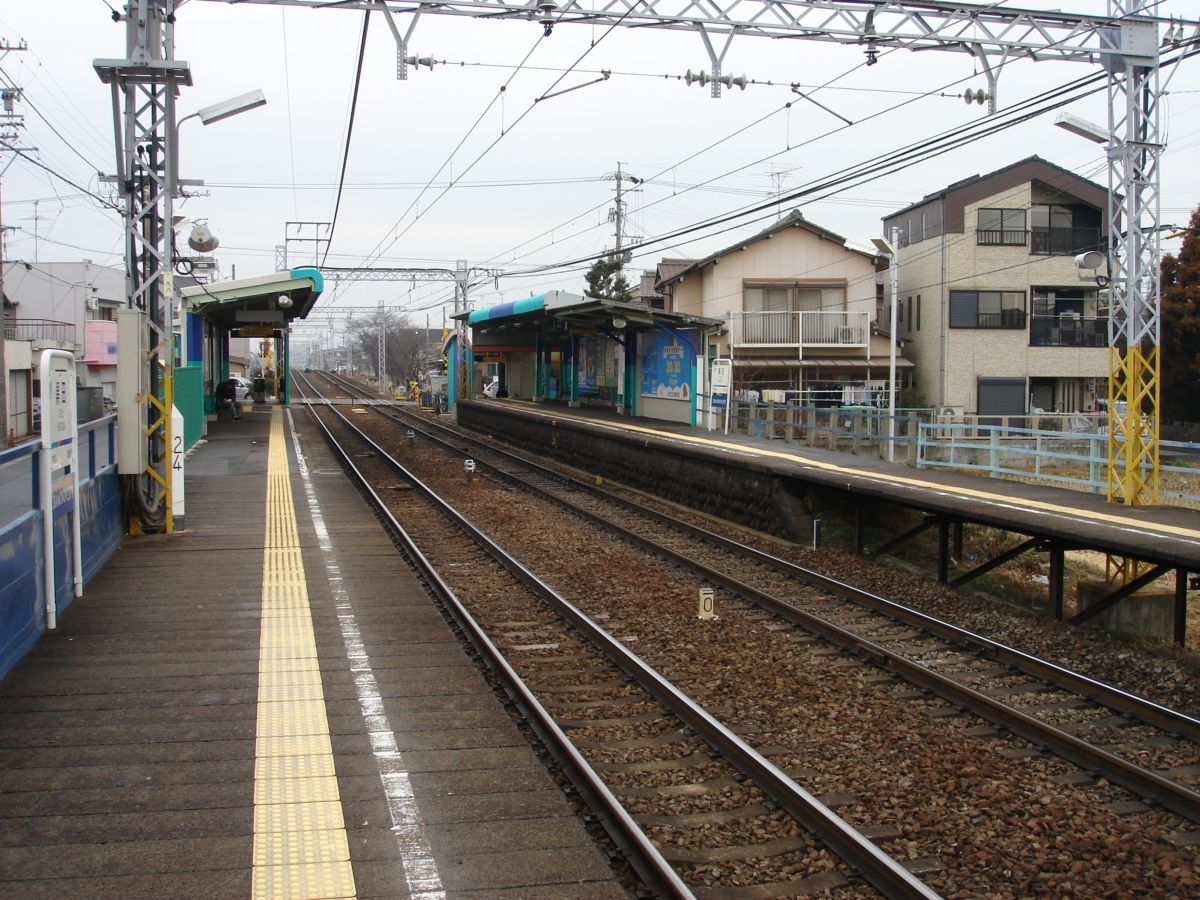
ホーム
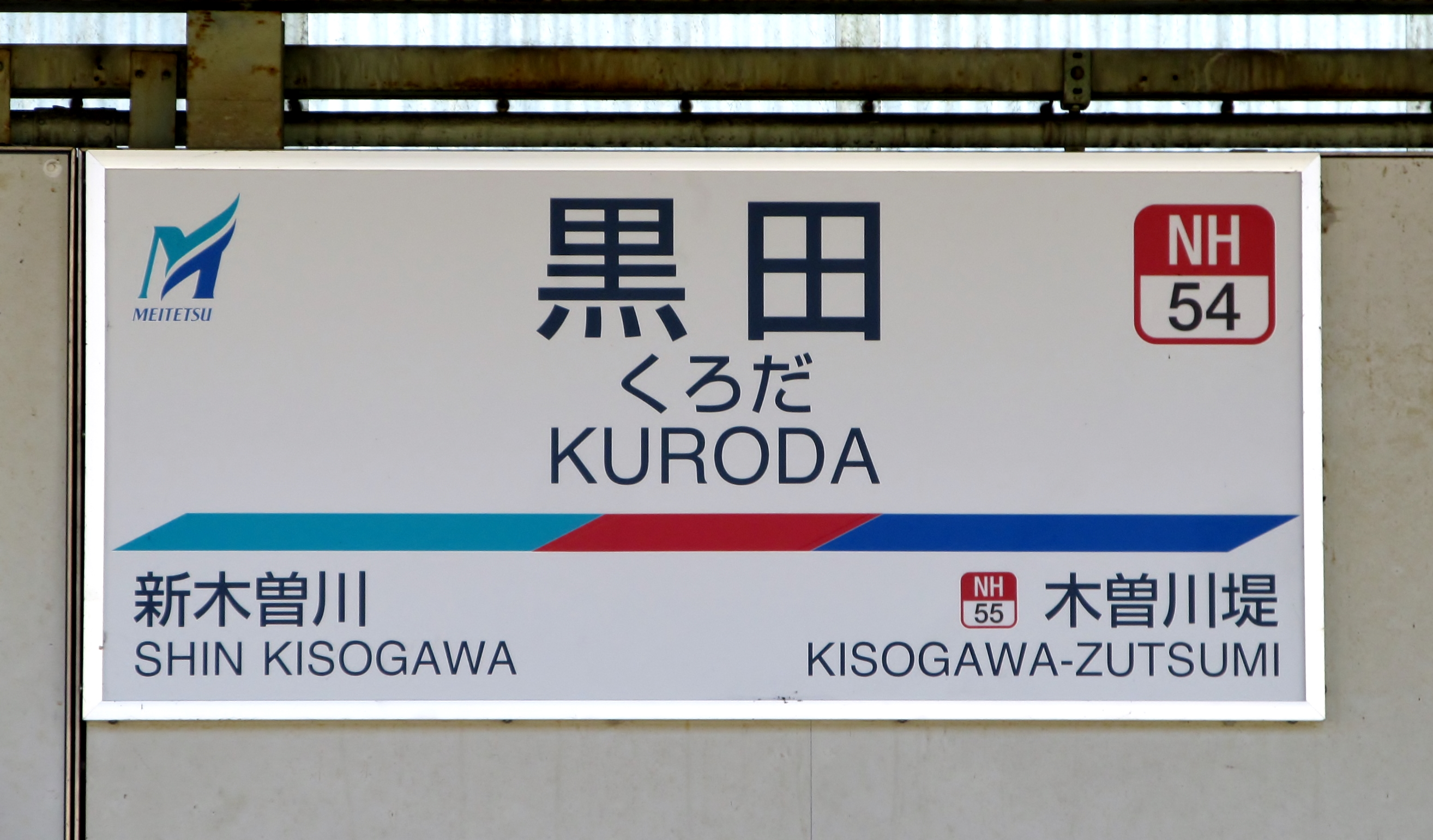
駅名標

### 配線図
| ← 一宮・ 名古屋方面 | 黒田駅 構内配線略図 | → 岐阜方面 |
| 凡例 出典:          |                     |            |

## 利用状況
ダイヤモンドシティ・キリオ（現・イオンモール木曽川）が開業したため、当駅を利用する乗客が以前に比べて大幅に増えた。
- 「移動等円滑化取組報告書」によると、2020年度の1日平均乗降人員は1,837人であった[7]。
- 『名鉄120年：近20年のあゆみ』によると2013年度当時の1日平均乗降人員は2,128人であり、この値は名鉄全駅（275駅）中177位、名古屋本線（60駅）中47位であった[8]。
- 『名古屋鉄道百年史』によると1992年度当時の1日平均乗降人員は749人であり、この値は岐阜市内線均一運賃区間内各駅（岐阜市内線・田神線・美濃町線徹明町駅 - 琴塚駅間）を除く名鉄全駅（342駅）中250位、 名古屋本線（61駅）中55位であった[9]。
- 愛知県の統計によれば、1日平均の乗車人員は平成19年度853人、平成20年度855人である。

## 駅周辺
住宅地となっているが、わずかに田畑が残る。駅西側に商業施設があり、駅南東側に木曽川駅（東海道本線）がある。駅北側で鮎鮓（）街道と交差する。
- イオンモール木曽川
- 一宮市立木曽川市民病院
- JR東海道本線木曽川駅
- 一宮市 i-バス「北保健センター」停留所
- 鮎鮓街道

## 隣の駅
名古屋鉄道
NH 名古屋本線
□ミュースカイ・□快速特急・■特急・□快速急行・■急行・■準急
通過
■普通
新木曽川駅（NH53） - 黒田駅（NH54） - 木曽川堤駅（NH55）